# Fiquefleur-Équainville
Fiquefleur-Équainville is een gemeente in het Franse departement Eure (regio Normandië) en telt 563 inwoners (1999). De plaats maakt deel uit van het arrondissement Bernay.

## Geografie
De oppervlakte van Fiquefleur-Équainville bedraagt 9,7 km², de bevolkingsdichtheid is 58,0 inwoners per km².
De onderstaande kaart toont de ligging van Fiquefleur-Équainville met de belangrijkste infrastructuur en aangrenzende gemeenten.

## Demografie
Onderstaande figuur toont het verloop van het inwonertal (bron: INSEE-tellingen).